# Монтевидео (департамент)
Монтевидѐо (на испански: Montevideo) е един от 19-те департамента на южноамериканската държава Уругвай. Намира се в най-южната част на страната. Общата му площ е 530 км², а населението му е 1 325 968 жители (2004 г.), което го прави най-малкият департамент по площ, но същевременно най-населеният в страната. Столицата му е националната столица Монтевидео, която заема по-голямата част от територията му, но в департамента също има и други по-малки градове.